# Schenkelia benoiti
Schenkelia benoiti är en spindelart som beskrevs av Wanless, Clark 1975. Schenkelia benoiti ingår i släktet Schenkelia och familjen hoppspindlar. Inga underarter finns listade i Catalogue of Life.